# Maxwellia (djur)
Maxwellia är ett släkte av snäckor. Maxwellia ingår i familjen purpursnäckor.
Kladogram enligt Catalogue of Life:
| Maxwellia | \| \| Maxwellia gemma \| \| \| \| \| \| Maxwellia santarosana \| \| \| \| |
|           | \| \| Maxwellia gemma \| \| \| \| \| \| Maxwellia santarosana \| \| \| \| |
|           | Maxwellia gemma                                                           |
|           |                                                                           |
|           | Maxwellia santarosana                                                     |
|           |                                                                           |